# Plecotus
Plecotus är ett släkte av fladdermöss som beskrevs av E. Geoffroy 1818. Plecotus ingår i familjen läderlappar.

## Utseende
Arterna blir 40 till 53 mm långa (huvud och bål), har en 34 till 50 mm lång svans och väger mellan 5 och 14 g. Underarmarna är 34 till 43 mm långa. Påfallande är de stora öronen som kan vara 40 mm långa. De är på hjässan sammanlänkade med en hudflik. Pälsen har allmänt en brun till gråbrun färg och buken är oftast ljusare än ryggen. Vid nosen finns många körtlar men inte lika många som hos släktena Barbastella och Corynorhinus.

## Ekologi
Individerna vilar i grottor, tunnlar, träd eller i byggnader. Habitatet utgörs för några arter av skogar och för andra arter av mera öppna landskap. Vid viloplatsen bildas flockar som har beroende på art 5 till 20 medlemmar. Dessa fladdermöss jagar olika insekter. Arter i kalla regioner håller vinterdvala.
Fortplantningssättet är främst känt för långörad fladdermus (Plecotus auritus). Den parar sig under hösten och ungarna föds under våren cirka 60 till 70 dagar efter vinterdvalan. Allmänt föds en unge per kull. Den diar sin mor 6 till 7 veckor. Könsmognaden infaller vid ett till tre års ålder. Europeiska arter kan leva 30 år eller lite längre.

## Arter
IUCN (2014) listar följande arter:
- Långörad fladdermus (Plecotus auritus), i Europa.
- Grå långörad fladdermus (Plecotus austriacus), Europa.
- Plecotus balensis, Etiopien.
- Plecotus christii, Egypten.
- Plecotus kolombatovici, kring Medelhavet.
  - Plecotus gaisleri, sedan 2004 för den nordvästafrikanska populationen
- Plecotus macrobullaris, södra Europa och Anatolien.
- Plecotus ognevi, från östra Kazakstan till Koreahalvön och östra Ryssland inklusive Kurilerna.
- Plecotus sacrimontis, Japan.
- Plecotus sardus, Sardinien.
- Plecotus taivanus, Taiwan.
- Plecotus teneriffae, Kanarieöarna.

Tre arter som tidigare ingick i Plecotus listas i nyare avhandlingar som Wilson & Reeder (2005) och IUCN i ett eget släkte, Corynorhinus. Plecotus strelkovi listades inte än i IUCN:s lista från 2014.

## Bildgalleri

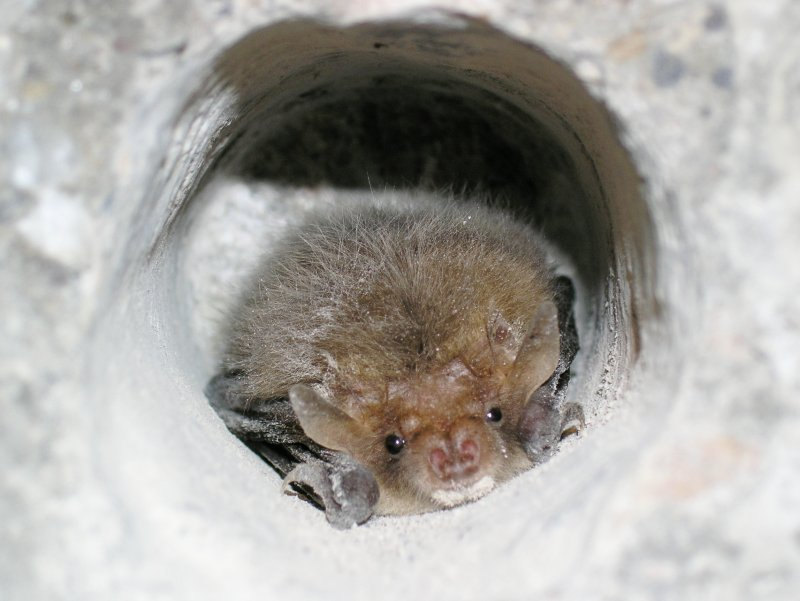
okänd art av släktet
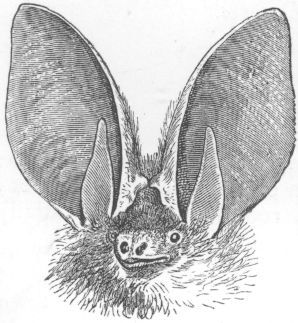
Plecotus auritus